# Іващенки (Миргородський район)
Іва́щенки —  село в Україні, у Великосорочинській сільській громаді Миргородського району Полтавської області. Населення становить 83 осіб. Колишній орган місцевого самоврядування — Полив'янська сільська рада.

## Географія
Село Іващенки знаходиться на відстані 1 км від сіл Полив'яне та Милашенкове. Через село проходить шлях обласного значення: О-171220, /Р-42/ — Іващенки — Полив’яне,  